# SOTA
SOTA（そーた、本名：菅原壮太（すがはら そうた）、1979年 - ）は、日本のマルチクリエイター。東京都出身。

## 概要
近年は“菅原そうた”名義で活動する事が多く、作品にクレジットされる役職も企画・（3DCGアニメ）監督・構成・脚本・キャラクターデザイン・グラフィックデザイナー・声優・映像制作・編集など多岐にわたる。漫画家だったり、ミュージックバンドに所属していた時期もある。（詳しい遍歴は下記“人物”の節を参照）
連載漫画「みんなのトニオちゃん」のエピソードの一つである「5億年ボタン」はインターネット・ミームとして日本国内外に知れ渡り、ユーザー間で数々の派生作品も生み出された。

## 人物
19歳で漫画家デビュー。週刊誌『SPA!』（扶桑社）にて、CG漫画『みんなのトニオちゃん』を2年間連載。
音楽のジャケットデザイン・作詞・作曲・MV監督・VJや、TV番組のマスコットキャラクターデザイン・オープニング＆ジングル制作など活動を広げ、2001年にVJ作品でMOOK01賞を受賞。
2004年には自身の作品集映画『SOTAWORLD』を単館上映した。
映像作家の大月壮・牧鉄兵と共に、マンガ家タナカカツキ主催による「カツキ塾」に所属していた経歴を持ち、2006年に行われたイベント「バカCGの真実」では、タナカカツキ・伊藤ガビンにより「バカCG作家」と認定された。
2008年には、大月壮・長添雅嗣・清水康彦・中角壮一と、VJチーム集団「MOVIE BOYZ」を結成。
2009年には、清水康彦とMV監督ユニット「ひのきのぼぅいず」を結成。
その他、Adobeシステムズ主催「アフターエフェクト・ナイト」のアフターエフェクト研究所・公認研究員（2008年）や、月刊DVDマガジン「STASH」のSTASH BATTLE NIGHT委員長（2009年）、美学校の現代メディアトレーニングA「天才ハイスクール!!!!〜現代美術セミナー〜」のゲスト講師（2012年）、第8回MMD杯の選考委員（2012年）を務めた経歴がある。
近年は、3DCGを駆使したTVアニメやTVCMなどの映像作品を数多く手掛けている。
父は歌手のすがはらやすのり、母は食育・マイナスイオン等の研究者菅原明子、兄はB-DASHのヴォーカリスト兼ギタリストGONGON。妹は実業家の菅原麗子。
B-DASHの前身バンドHAGUKIに所属していた経歴があり、現在もB-DASHのゴールデンメンバーとしてクレジットされている。

## 作品

### 漫画
- 『みんなのトニオちゃん』（週刊SPA!/1999年 - 2年間/扶桑社）

- 『BUTTON~A PART TIME JOB』(週刊少年ジャンプGAG Special2002/2001年12月30日増刊号/集英社)
- 単行本『みんなのトニオちゃん』(2002年7月/文芸社）
- 『NEWみんなのトニオちゃん』（smart/2003年 - 1年間/宝島社）
- 単行本『みんなのトニオちゃん RETURNS』(2006年9月/ゴマブックス)
- 『未知次元 Dimension X』（A-ZERO/2008年7月 - 1年間/双葉社/全2巻）[2]

### 映像
TVアニメ
- オリジナルCGアニメ『みんなのトニオちゃん』（MUSIC ON! TV）監督・脚本・編集・キャラクターデザイン（2004年）
- 『ネットミラクルショッピング』（毎日放送）企画・構成・監督・脚本・編集・キャラクターデザイン・キャスト（2008年）
- 『ネットミラクルショッピング2ndシーズン』（毎日放送）企画・構成・監督・脚本・編集・キャラクターデザイン・キャスト（2010年）
- 『gdgd妖精s(ぐだぐだフェアリーズ)』（TOKYO MX）企画・映像監督・キャラクターデザイン（2011年）
- 『僕の妹は「大阪おかん」』（BS朝日）キャラクター原案（2012年）
- 『gdgd妖精s(ぐだぐだフェアリーーズ)』（TOKYO MX）企画・監督・キャラクターデザイン（2013年）
- 『なりヒロwww』（TOKYO MX）原案・監督・キャラクターデザイン（2014年）
- 『Hi☆sCoool! セハガール』（ANIMAX）監督・脚本・CGキャラクターデザイン（2014年）
- 『15秒TVアニメシリーズ コチンPa!』（TOKYO MXの深夜アニメ枠）監督・脚本。パチンコホール「アイランド」のCMアニメ（2015年）
- 『15秒TVアニメシリーズ コチンPa!2nd』（TOKYO MXの深夜アニメ枠）監督・脚本（2016年）
- 『おにゃんこポン』（TOKYO MX）監督（2017年）
- 『gdメン』（TOKYO MX）原案・監督（2018年）
- 『でびどる!』（TOKYO MX）原案・監督・脚本（2018年）
- 『5億年ボタン〜菅原そうたのショートショート〜』（TOKYO MX）原作・監督・企画・シリーズ構成・構成・脚本・キャラクター原案・キャラクターデザイン・作画監督・音響監督・音響・演出・コンテ・Vコンテ・編集・色彩設定・美術監督・プロダクションデザイン・ロゴデザイン・撮影エフェクト・VFX・モデリング・モーション・音楽・音響効果（2022年）

TV（その他）
- 『HANGOUT』（テレビ東京）オープニング映像制作（2002年）
- 『ブログの女王』(テレビ東京)オープニング映像制作（2006年）
- 『うぇぶたま』(テレビ東京)オープニング映像制作（2007年）
- 『ダウンタウンDX』（読売テレビ）ジングル映像(2008年7月10日 - 8月7日)
- 『ネオコラ!東京環境会議』（フジテレビ系列）倉本美津留総合演出のもと中川翔子MCシーンをCG制作(2008年10月12日)
- 『めちゃ×2イケてるッ!』（フジテレビ）ジングル映像
- 『ピラメキーノ』（テレビ東京）ジングル映像
- 『STATION ID「バグったスクール水着」「スペースシャワーＴＶ」』（SPACE SHOWER TV）監督・映像制作。STATION IDプロジェクト「Canvas 2.0.0」に参加。2作品オンエア。（2012年）
- 初音ミク史上初冠番組『初音ミクの ミクミクメイクミク!』(ひかりTV)CG統括・制作（2013年）

映画
- 作品集映画『SOTAWORLD』ニッポン放送ファンタスティックシアターにて上映。（2004年）
- 『劇場版gdgd妖精sっていう映画はどうかな…？』原案・監督・キャラクターデザイン(2014年9月27日公開)
- 『こんな私たちがなりゆきでヒロインになった結果www「なりヒロwww」』原案・監督・キャラクターデザイン(2014年9月27日公開)

CM
- 『くるポト』（任天堂）TVCM（2007年）
- 『Goo Ta』（日清食品）WebCM
- 『Cintiq 21UX』（ワコム）WebCM（2010年）
- 『Leonar3Do (3D for All）』（Zero C seven(株)）WebCM（2012年）
- T.M.Revolutionデビュー20周年記念オールタイム・ベストアルバム『2020 -T.M.Revolution ALL TIME BEST-』（ERJ）TVCM（2016年）

出展
- 2011年12月11日 - 18日 @ギャラリー古藤 「江古田ユニバース2011」ゲスト作家として映像作品を出展
- 2012年3月2日 - 4日 @素人の乱12号店 天才ハイスクール 第二回展示会「クランクイン！-映像とかもう別にいいよ、石でもいいよ-」展 ゲストアーティストとして映像作品を出展

MV
- B-DASH『ENDLESS CIRCLE』』『保釈王』『目覚めよニッポン!』『ハーコー』監督・映像制作
- YOUR SONG IS GOOD×BEAT CRUSADERS『FOOL GROOVE』監督・タナカカツキ×牧鉄兵×菅原そうた
- supercell feat. 初音ミク『supercell』(GT music)収録曲『メルト』監督・ひのきのぼぅいず(清水康彦×菅原そうた)×GONZO（2009年）
- B-DASH『カマたまご』監督・ひのきのぼぅいず(清水康彦×菅原そうた)（2009年）
- MiChi『All about the Girls』3DCG WORKS（2010年）
- Mop of Head『Retronix Symphony』監督・ZZZ(清水康彦×nicographics・泰永優子×菅原そうた)（2011年）
- GLAY『everKrack』3DCG WORKS（2011年）
- オトトイお年玉配信映像『よろよろたまたま』映像制作・作詞・歌。戸田誠司の依頼により、「よろよろ feat. いとうせいこう/kappa」をカバー。
- KLOOZ&Cherry Brown『ツンツンミクチャン(Prod.by Lil'諭吉）』3DCG WORKS（2011年）
- 鉄色クローンX(メタルクローンエックス)『Z伝説 〜終わりなき革命〜』監督・映像制作（2012年）
- 環ROY『ワンダフル』映像制作参加（2013年）
- B-DASH「E'」収録曲『雑草くん』Lyric Video制作。2004年に上映した作品集映画『SOTAWORLD』の一部をリメイク（2013年）

DVD
- B-DASH『エべれーター』2003年3月29日 総監督。また、このDVD作品内で「Water Pow」「ヒポ」「ぴ」「Fで始まるやつ」のビデオクリップを制作。
- 『あかるい世界/菅原そうた×タナカカツキ』（ポニーキャニオン）2008年12月17日 倉本美津留監修。ジャケットデザインはNNNNYが担当。
- 『ネットミラクルショッピング う〜まずい、もう一枚！』2009年1月28日
- 『ネットミラクルショッピング 1000人乗っても大丈夫』2009年3月25日
- タナカカツキ×伊藤ガビン×菅原そうた『SUGA GRAPH 自分用編』（TOKYO CULTUART by BEAMS）2009年7月。古屋蔵人プロデュース
- 『ネットミラクルショッピング DVD-BOX』2010年2月24日
- 『ネットミラクルショッピング2ndシーズン 山田セレクション』2010年5月26日
- 『ネットミラクルショッピング2ndシーズン そうたセレクション』2010年6月23日
- 『ネットミラクルショッピング2ndシーズン さとみセレクション』2010年7月28日
- DVD&BD『gdgd妖精s(ぐだぐだフェアリーズ)Vol.1』2012年1月27日
- DVD&BD『gdgd妖精s(ぐだぐだフェアリーズ)Vol.2』2012年2月24日
- DVD&BD『gdgd妖精s(ぐだぐだフェアリーズ)Vol.3』2012年3月23日
- DVD&BD『gdgd妖精s(ぐだぐだフェアリーーズ)Vol.1』2013年3月28日
- DVD&BD『gdgd妖精s(ぐだぐだフェアリーーズ)Vol.2』2013年4月25日
- DVD&BD『gdgd妖精s(ぐだぐだフェアリーーズ)Vol.3』2013年5月23日
- BD『gdgd妖精s(ぐだぐだフェアリーズ)もっと!りぴーと!ディスク』2014年7月24日
- DVD&BD『劇場版「gdgd妖精s(ぐだぐだフェアリーズ)っていう映画はどうかな…？」』2014年11月19日(2014年9月27日劇場公開)
- DVD&BD『Hi☆sCoool! セハガール Vol.1』2014年12月2日
- DVD&BD『なりヒロwww Vol.1』2014年12月17日
- DVD&BD『Hi☆sCoool! セハガール Vol.2』2015年1月6日
- DVD&BD『なりヒロwww Vol.2』2015年1月21日
- DVD&BD『Hi☆sCoool! セハガール Vol.3』2015年2月3日
- DVD&BD『なりヒロwww Vol.3』2015年2月18日
- 『Hi☆sCoool！セハガール コンプリートDVD～7人揃ってHiな気分でVサイン！1bitオマケつき！～』2016年11月3日

参加DVD
- 『格闘家 関根勤の妄想力　東へ』2008年7月16日(人間は動物界で何番目に強いか？)(もしもピアニストだったら)
- 『格闘家 関根勤の妄想力　西へ』2008年10月15日(生まれ変わるなら〜優香ちゃんの赤ちゃん)
- 『笑い飯「パン」〜笑いの新境地〜』（よしもとアール・アンド・シー）2011年10月12日(2112年の「鳥人」の映像制作。倉本美津留監督)M-1グランプリ2009で、笑い飯が披露した「鳥人」をフルCG映像化。漫才のフルCG化は世界初。
- 松田修『ガタピシ！』2011年11月11日(3DCG WORKS)
- BD『僕の妹は「大阪おかん」』2013年4月19日(キャラクター原案)
- 永野『Ω（オメガ）』（ポニーキャニオン）2016年5月18日（3DCG WORKS）

### デザイン
キャラクター
- トニオちゃん(B-DASH/オフィシャルキャラクター)
- ハング君(テレビ東京/HANGOUT/オープニングCGキャラクター)
- ANNちゃん&KANちゃん(ニッポン放送/オールナイトニッポン/オフィシャルキャラクター)
- 矢部トニ/岡トニ(ニッポン放送/ナインティナインのオールナイトニッポン/ノベルティグッズキャラクター)
- しげるくん(泉谷しげる/オリジナルノベルティーキャラクター)
- しろまる君(テレビ東京/ブログの女王/オープニングCGキャラクター)
- たまちゃん(テレビ東京/うぇぶたま/オープニングCGキャラクター)
- そうた/やまだ/さとみ(MBS/ネットミラクルショッピング/メインパーソナリティキャラクター)
- ピクピク/シルシル/コロコロ(TOKYO MX/gdgd妖精s/キャラクター)
- 石原浪花/石原京介/楓（BS朝日/僕の妹は「大阪おかん」/キャラクター原案）
- 梵ソクラ/梵プラト/梵アリス(TOKYO MX/なりヒロwww/キャラクター)
- ドリームキャスト/セガサターン/メガドライブ(ANIMAX/Hi☆sCoool! セハガール/CGキャラクター)

グッズ
- トニブリック(メディコム・トイ)「ベアブリック」とのコラボ商品（2007年）。
- でるぞ！うにストラップ(MBSショッピング/ネットミラクルショッピング)
- ゼリーちゃん(MBSショッピング/ネットミラクルショッピング)
- 叶えて☆パンドール(MBSショッピング/ネットミラクルショッピング)
- マイクロファイバークロス/コミックマーケット83「gdgd妖精s」公式グッズセット(AKIBA-HOBBY/ストロベリー・ミーツ ピクチュアズ)

CDジャケット
- B-DASH/FREEDOM(菅原そうた×成沢秀之)
- B-DASH/○(菅原そうた×成沢秀之)
- B-DASH/ちょ(菅原そうた×成沢秀之)
- B-DASH/ぽ(菅原そうた×成沢秀之)
- B-DASH/平和島(菅原そうた×成沢秀之)
- B-DASH/SECTOR(菅原そうた×成沢秀之)
- B-DASH/目覚めよニッポン!(菅原そうた×成沢秀之)
- B-DASH/ビッグ ブラック ストア(連絡しろ)(菅原そうた×成沢秀之)
- B-DASH/ハーコー(菅原そうた×成沢秀之)
- B-DASH/NEW HORIZON(菅原そうた×成沢秀之)
- B-DASH/Let's Collabo(菅原そうた×成沢秀之)
- B-DASH/パンパカパン(菅原そうた×成沢秀之)
- B-DASH/LEAD SONG COLLECTION(菅原そうた×成沢秀之)
- B-DASH/ミニ5(菅原そうた×成沢秀之)
- B-DASH/カマたまご(菅原そうた×成沢秀之)
- B-DASH/オールタイムベスト(菅原そうた×成沢秀之)
- JINDOU/快晴・上昇・ハレルーヤ（2004年）
- JINDOU/￥1980(イチキュッパ)（2004年）
- 矢島美容室/メガミノチカラ(3DCG WORKS)
- B-DASH/E'(菅原そうた×成沢秀之)

DVDジャケット
- gdgd妖精s(ぐだぐだフェアリーズ)Vol.1/DVD(イーネット・フロンティア)
- gdgd妖精s(ぐだぐだフェアリーズ)Vol.2/DVD(イーネット・フロンティア)
- gdgd妖精s(ぐだぐだフェアリーズ)Vol.3/DVD(イーネット・フロンティア)

その他
2012年
- 原宿ニコニコ本社×gdgd妖精sフレーム（原宿ニコニコ本社3階ニコニコショップで稼働中のプリクラ機「ニコプリ」/2012年2月17日 - 3月8日）
- gdgd妖精s(ぐだぐだフェアリーズ)Vol.2/BD-店頭オリジナル特典/サブキャラ別柄ジャケット/全5種(イーネット・フロンティア)
- gdgd妖精s(ぐだぐだフェアリーズ)Vol.3/BD-キャラアニ限定「名場面ジャケット」GDGD of the APES(イーネット・フロンティア)
- gdgd妖精s(ぐだぐだフェアリーズ)Vol.3/DVD-ニコニコ本社(原宿)&ニコニコ直販限定「ニコニココラボジャケット」(イーネット・フロンティア)
- gdgd妖精s(ぐだぐだフェアリーーズ)Vol.3/BD-店頭オリジナル特典/中の人つながり☆キャラクター2ショットジャケット/全6種(イーネット・フロンティア)

## 出演

### イベント
- 2006年2月10日 @UPLINK-FACTORY「バカCGの真実」(タナカカツキ×伊藤ガビン×菅原そうた)
- 2006年8月26日 @UPLINK-FACTORY「バカCGの真実（その2）」(タナカカツキ×伊藤ガビン×菅原そうた)
- 2008年7月11日 @赤坂ブリッツ「アフターエフェクトナイト vol.01」アフターエフェクトナイト公認研究員としてタナカカツキと共演[7][8]
- 2008年9月20日 @shop btf「森チャック×菅原そうたトークショー」
- 2008年12月17日 @UPLINK-FACTORY「あかるい世界発売記念 特別上映会&トーク」
- 2008年12月22日 @SECO VJ出演(MOVIE BOYZ)
- 2009年2月12日 @SECO「フェリス女学院大学主催『Upup』」VJ出演(MOVIE BOYZ)
- 2009年2月20日 @東京「アフターエフェクトナイト vol.02」アフターエフェクトナイト公認研究員としてタナカカツキと共演[9]
- 2009年2月27日 @大阪「アフターエフェクトナイト vol.02」アフターエフェクトナイト公認研究員としてタナカカツキと共演[9]
- 2009年2月18日 @シアターN渋谷「渋谷笑福漫動画祭（しぶやしょーとあにめふぇすてぃばる）2009」シークレットゲスト出演(DEVILROBOTS×琴乃×菅原そうた)
- 2009年3月11日 @Super Deluxe「美津留in六本木superdeluxe #2」VJ出演
- 2009年3月19日 @ageHa「GAN-BAN NIGHT SPECIAL」VJ出演(MOVIE BOYZ)
- 2009年4月3日 @西麻布SUPER DELUXE「スナック永子 映像作家100人2009打ち上げ」(MOVIE BOYZ)
- 2009年5月9日 @六本木ヒルズ森タワー52階マドラウンジ「REPUBLIC vol.4〜映像作家100人2009リリースパーティー〜」VJ出演(MOVIE BOYZ)
- 2009年7月4日 @shop btf「Chim↑Pom・大月壮・菅原そうた・清水康彦トークショー」
- 2009年7月5日 @UPLINK-FACTORY「STASH BATTLE NIGHT　VOL.01」STASH BATTLE NIGHT委員長として出演
- 2009年8月1日 @原宿H&M「SUGA GRAPHリリースイベント」完全招待制(タナカカツキ×伊藤ガビン×菅原そうた)
- 2009年8月8日 @womb「Envelop#4×EPR supported byTOKYO CULTUART by BEAMS〜BARTS DVD Release Party〜」VJ QUIZ(タナカカツキ×伊藤ガビン×いすたえこ)と共演
- 2009年10月3日 @青山ever「frevo!!vol.8」VJ出演(MOVIE BOYZ)
- 2009年10月23日 @赤坂ブリッツ「アフターエフェクトナイト vol.03」アフターエフェクトナイト公認研究員としてタナカカツキと共演
- 2009年11月2日 @ディファ有明「REPUBLICvol5-DEE VEE JAYS #1 Release Party-Supported by TOKYO CULTUART by BEAMS」VJ出演(MOVIE BOYZ)
- 2010年4月21日 @DOMMUNE「映像作家100人-REPUBLIC Vol.6 SPECIAL」会田誠・関和亮・Chim↑Pom・大月壮と共演
- 2010年6月23日 @PUBLIC/IMAGE.3D「コンセプト・ワークショップ“コン平”」by Chim↑Pomと大月くんプレイベント ゲスト出演
- 2010年7月17日 @PUBLIC/IMAGE.3D「コンセプトシート・ワークショップ“コン平”第一回」by Chim↑Pomと大月くん ゲスト出演
- 2010年8月14日 @PUBLIC/IMAGE.3D「コンセプトシート・ワークショップ“コン平”第二回」by Chim↑Pomと大月くん ゲスト出演
- 2010年8月29日 @秋葉原「佐藤聡美、三上枝織、そして菅原そうたが行く!『ネットミラクルショッピング』秋葉原巡礼の旅!?」山田真一・佐藤聡美・三上枝織と共演[10]
- 2010年9月25日 @PUBLIC/IMAGE.3D「コンセプトシート・ワークショップ“コン平”第三回」by Chim↑Pomと大月くん ゲスト出演
- 2010年10月22日 @PUBLIC/IMAGE.3D「コンセプトシート・ワークショップ“コン平”第四回」by Chim↑Pomと大月くん ゲスト出演
- 2010年11月12日 @PUBLIC/IMAGE.3D「コンセプトシート・ワークショップ“コン平”第五回」by Chim↑Pomと大月くん ゲスト出演
- 2010年12月28日 @PUBLIC/IMAGE.3D「コンセプトシート・ワークショップ“コン平”第六回」by Chim↑Pomと大月くん ゲスト出演
- 2011年2月2日 @Super Deluxe「GO FOR FUTURE NIGHT」遠藤一郎企画。倉本美津留・Chim↑Pom・愛☆まどんな×コバルト爆弾αΩ・勝正光・快快・泉太郎・淺井裕介らと共演。バカCG上映
- 2012年1月21日 @NADiff a/p/a/r/t「エディション∞」加藤翼・松田修DVDリリースイベント ゲスト出演
- 2012年2月24日 @ニコファーレ「MMD杯inニコファーレ」第8回MMD杯の選考委員に任命され、『MMD杯inニコファーレ』にサンリオウェーブ・わかむらPと共に、ゲスト出演[11]
- 2012年8月5日 @SPACE雑遊 ミナモザ第13回公演「国民の生活」上演後ポストパフォーマンストーク「3000円相当のモノ博覧会」 ゲスト出演
- 2013年5月6日 @新宿ロフトプラスワン ニンポップ企画、土屋敏男×倉本美津留「アートと笑いの境界線！」vol.01 会田誠・園子温・水道橋博士・片桐仁・大月壮・鈴木康広・新野圭二郎と共に、ゲスト出演
- 2013年10月17日 @Super Deluxe「スナック永子 vol.44 8周年＆ファイナル！」VJ出演
- 2014年9月27日 @ニッショーホール「ツギアニ！2014秋」テレビアニメ『なりヒロwww』と『Hi☆sCoool! セハガール』の監督として出演
- 2015年2月15日 @ベルサール秋葉原「セハガガ学園～脳天直撃！夢の音速ポポポン祭り～」トークゲスト出演
- 2015年5月5日 @東京ビッグサイト「トレジャーフェスタin有明13』トムス・エンタテインメントVR体験+グッズ販売ブースにてサイン会
- 2015年11月8日 @原宿アストロホール「セガ★ハード・ガールズ単独ライブ『セハガガライブ！～ソフトでハードな感謝祭！！～』トークゲスト出演
- 2016年7月3日 @バトゥール東京「セガ★ハード・ガールズ単独ライブ『セハガガライブ！2』(2回目公演)トークゲスト出演